# Pepeliște, Kărdjali
Pepeliște (în bulgară Пепелище) este un sat în comuna Kărdjali, regiunea Kărdjali,  Bulgaria. 

## Demografie
Componența etnică a satului Pepeliște
     Turci (99,62%)
     Nicio identificare (0,37%)
     Altele (0%)
La recensământul din 2011, populația satului Pepeliște era de 270 locuitori. Din punct de vedere etnic, majoritatea locuitorilor (99,62%) erau turci. Pentru 0,37% din locuitori nu este cunoscută apartenența etnică.